# Renegade
Renegade treći je studijski album švedskog heavy metal-sastava HammerFall. Diskografska kuća Nuclear Blast Records objavila ga je 9. listopada 2000. Prvi je album na kojem svirao je bubnjar Anders Johansson. Bivši bubnjar HammerFalla i osnivač sastava In Flames, Jesper Strömblad bio je autor nekih pjesama iz albuma. Album završio je na 1. mjestu na ljestvici u Švedskoj.

## Popis pjesama
| 1.    | »Templars of Steel«                         | Dronjak, Cans            | 5:24 |
| 2.    | »Keep the Flame Burning«                    | Dronjak, Cans, Strömblad | 4:40 |
| 3.    | »Renegade«                                  | Dronjak, Cans, Strömblad | 4:21 |
| 4.    | »Living in Victory«                         | Dronjak, Cans, Strömblad | 4:43 |
| 5.    | »Always Will Be«                            | Dronjak                  | 4:49 |
| 6.    | »The Way of the Warrior«                    | Dronjak, Cans, Strömblad | 4:07 |
| 7.    | »Destined for Glory«                        | Dronjak, Cans            | 4:07 |
| 8.    | »The Champion«                              | Dronjak, Cans, Strömblad | 4:57 |
| 9.    | »Raise the Hammer« (instrumentalna skladba) | Dronjak, Elmgren         | 3:22 |
| 10.   | »A Legend Reborn«                           | Dronjak, Cans            | 5:11 |
| 46:44 |                                             |                          |      |

| Bonus pjesme na brazilskom i digipak izdanju | Bonus pjesme na brazilskom i digipak izdanju   | Bonus pjesme na brazilskom i digipak izdanju | Bonus pjesme na brazilskom i digipak izdanju | Bonus pjesme na brazilskom i digipak izdanju | Bonus pjesme na brazilskom i digipak izdanju | Bonus pjesme na brazilskom i digipak izdanju | Bonus pjesme na brazilskom i digipak izdanju | Bonus pjesme na brazilskom i digipak izdanju | Bonus pjesme na brazilskom i digipak izdanju |
| Br.                                          | Skladba                                        | Autor                                        | Trajanje                                     |                                              |                                              |                                              |                                              |                                              |                                              |
| -------------------------------------------- | ---------------------------------------------- | -------------------------------------------- | -------------------------------------------- | -------------------------------------------- | -------------------------------------------- | -------------------------------------------- | -------------------------------------------- | -------------------------------------------- | -------------------------------------------- |
| 11.                                          | »Head Over Heals« (obrada Accepta)             | Accept, Deaffy                               | 4:30                                         |                                              |                                              |                                              |                                              |                                              |                                              |
| 12.                                          | »Breaking the Law« (obrada Judas Priesta)      | Tipton, Downing, Halford                     | 2:14                                         |                                              |                                              |                                              |                                              |                                              |                                              |
| 13.                                          | »I Want Out« (obrada Helloweena)               | Hansen                                       | 4:38                                         |                                              |                                              |                                              |                                              |                                              |                                              |
| 14.                                          | »Man on the Silver Mountain« (obrada Rainbowa) | Blackmore, Dio                               | 3:26                                         |                                              |                                              |                                              |                                              |                                              |                                              |
| 15.                                          | »Run with the Devil« (obrada Heavy Loada)      | S. Wlashquist                                | 3:26                                         |                                              |                                              |                                              |                                              |                                              |                                              |
| 16.                                          | »Always Will Be« (akustična verzija)           | Dronjak                                      | 4:47                                         |                                              |                                              |                                              |                                              |                                              |                                              |
| 69:54                                        |                                                |                                              |                                              |                                              |                                              |                                              |                                              |                                              |                                              |

## Zasluge
| HammerFall - Joacim Cans – vokal, prateći vokal, zvona, koncept naslovnici - Stefan Elmgren – gitara, akustična gitara, prateći vokal - Oscar Dronjak – gitara, klavijature, tamburin, prateći vokal, koncept naslovnici - Magnus Rosén – bas-gitara - Anders Johansson – bubnjevi | Dodatni glazbenici - Jamie Simmons – prateći vokal (na pjesmi "Destined for Glory") - Paul Simmons – prateći vokal (na pjesmi "Destined for Glory") - John Alexander – prateći vokal (na pjesmi "Destined for Glory") - Udo Dirkschneider – vokal (na pjesmi "Head Over Heals") Ostalo osoblje - Per Stålfors – logotip sastava - Eric Conn – mastering - Andreas Marschall – naslovnica - Michael Wagener – produkcija - Thomas – grafički dizajn - Michael Johansson – fotografije |

## Ljestvici
| Ljestvica (2000.) | Najviša pozicija |
| ----------------- | ---------------- |
| Švicarska         | 72.              |
| Njemačka          | 17.              |
| Austrija          | 43.              |
| Finska            | 34.              |
| Švedska           | 1.               |